# Джанузаков, Аслан Фархадович
Аслан Фархадович Джанузаков (каз. Аслан Фархадұлы Жанұзақов; род. 6 января 1993, Усть-Каменогорск) — казахстанский футболист, полузащитник клуба «Алтай».

## Карьера
Футбольную карьеру начинал в 2012 году в составе клуба «Восток». 30 марта 2013 года в матче против клуба «Жетысу» дебютировал в казахстанской Премьер-лиге (1:1), выйдя на замену на 79 минуте вместо Багдата Нурлыбаева.
В январе 2016 года подписал контракт с клубом «Кызыл-Жар СК».

## Достижения
«Восток»
- Серебряный призёр Первой лиги: 2015

«Кызыл-Жар»
- Победитель Первой лиги: 2019
- Серебряный призёр Первой лиги: 2017
- Бронзовый призёр Первой лиги: 2016

## Клубная статистика
| Игровая карьера | Игровая карьера | Игровая карьера | Лига | Лига | Кубок | Кубок | Межд. | Межд. | Др. | Др. |
| --------------- | --------------- | --------------- | ---- | ---- | ----- | ----- | ----- | ----- | --- | --- |
| 2018            | Кызыл-Жар СК    | А               | 21   | 0    | 1     | 0     | —     | —     | —   | —   |
| 2019            | Окжетпес        | А               | —    | —    | —     | —     | —     | —     | —   | —   |
| 2019            | Кызыл-Жар СК    | Б               | 8    | 0    | —     | —     | —     | —     | —   | —   |
| 2020            | СДЮСШОР № 8     | Б               | 12   | 0    | —     | —     | —     | —     | —   | —   |
| 2021            | Жетысу          | А               | 17   | 0    | 6     | 0     | —     | —     | —   | —   |
| 2022            | Женис           | Б               | 20   | 2    | 2     | 0     | —     | —     | —   | —   |